# Schloss Donaumünster

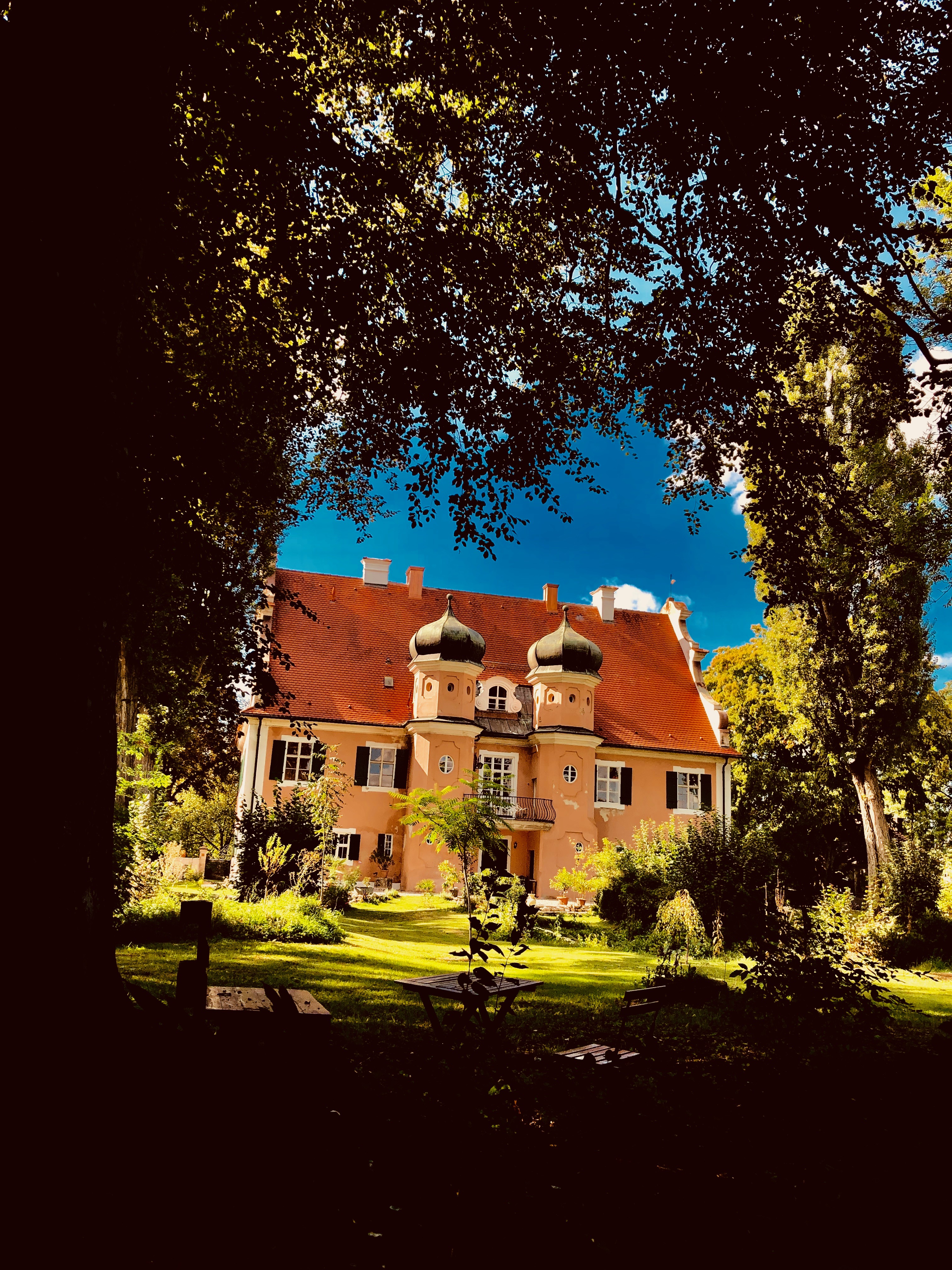
Blick von Schlossgarten auf das Schloss

Das Schloss Donaumünster liegt in der Alexander-von-Bernus-Straße 4 in Donaumünster, Tapfheim, Landkreis Donau-Ries, Regierungsbezirk Schwaben im Freistaat Bayern.

## Geschichte
Nur Münster lautete der Ortsname bis 1923, lag früher in der Gemarkung Erlingshofen und war zunächst im Besitz des Klosters Reichenau am Bodensee. Seit dem 13. Jahrhundert findet sich dann das Rittergeschlecht der Herren zu Münster, deren Burg am rechten Donauufer 1256 erstmals nachweisbar wird. Seit 1363 im Besitz des Grafen Ludwig des Älteren von Oettingen, wurde der ganze Besitz 1365 dem Kloster Heilig Kreuz in Donauwörth verkauft. Zwischen 1720 und 1730 ließ ein Abt dieses Klosters ein schlossartiges barockes Amtshaus mit Schweifgiebeln errichten. Nach der von Napoleon betriebenen Säkularisation kam 1803 Münster an die Fürsten von Oettingen-Wallerstein, die u. a. das gesamte Kirchengut samt dem sog. Schloss Donaumünster, wie andere Liegenschaften in Bayern und Baden-Württemberg, zum Ausgleich der Gebietsverluste ihrer Herrschaft Dagstuhl (heute zu Wadern im Saarland) zugesprochen bekamen.
1921 erwarb Alexander von Bernus, Dichter und Alchimist, das kleine barocke Anwesen, das er zunächst nur als Sommersitz nutzte. Nachdem seine beiden Häuser in Stuttgart (Wohnung und Labor) 1943 beim ersten Bombenangriff auf die Stadt vollkommen zerstört worden waren, zog er sich mit seiner dritten Ehefrau Isa von Bernus, geborene Isolde Oberländer, und der 1933 aus dieser Ehe geborenen Tochter Marina auf das kleine Barockschloss Donaumünster zurück.
Eine weitere Tochter aus der zweiten Ehe Alexander von Bernus mit der baltischen Künstlerin Imogen von Glasenapp, Ursula Pia von Bernus, war höchstenfalls Besuchsgast auf Schloss Donaumünster. Die Tochter von Alexander von Bernus mit Isa von Bernus, Marina von Bernus, war verheiratet mit Peter Harry Fuld (1921–1962), Sohn und Erbe mit kanadischer Staatsbürgerschaft von Harry Fuld (1879–1932), dem Gründer der TN TELE NORMA. Die Ehe wurde am 27. Juli 1961 geschieden, Marina von Bernus zog nach Kanada.
Alexander von Bernus verstarb auf Schloss Donaumünster am 6. März 1965, er wurde auf dem städtischen Friedhof in Donauwörth beigesetzt. Seine Ehefrau und Witwe Isa von Bernus wohnte mit lebenslangem Wohnrecht bis zu ihrem Tod am 12. Mai 2001 im langsam zerfallenden Schloss. Sie starb im Alter von 103 Jahren umsorgt von Freunden, nachdem sie 1996 mit 98 Jahren ihr erstes Buch „Irene – Oder die Verwandlung eines Herzens“ veröffentlicht hatte.
Im Schloss befand sich die von Alexander von Bernus aufgrund seiner humanistischen Bildung in langen Jahren aufgebaute umfangreiche Privatbibliothek, sowie entsprechend gemäß seinen alchemistischen Interessen, das von ihm aufgebaute Laboratorium Soluna in eigenem, mit dem Schlossgebäude mit Laubengang verbundenem Neubau. Er erforschte vor allem die Werke des Paracelsus. Von 1914 bis 1921 arbeitete v. Bernus mit Conrad Johann Glückselig (1864–1934) an der Entwicklung spagyrischer Arzneimittel. Nach dem Ersten Weltkrieg erfolgte am 1. Juli 1921 die Gründung des alchymistich-spagyrischen „Laboratoriums Soluna“ auf Stift Neuburg. Am 1. September 1926 gab er das Stift Neuburg an die Benediktiner-Abtei Beuron zurück. Im Frühjahr 1927 verlegte er das Laboratorium zusammen mit seinem Wohnsitz nach Stuttgart. Dort wuchs das Unternehmen beständig, bis es in der Nacht vom 7. auf den 8. Oktober 1943 durch Luftangriff total zerstört wurde. Bereits im Frühling 1939 hatte v. Bernus eine Zweigniederlassung auf seiner Besitzung Schloss Donaumünster eingerichtet, sodass das Unternehmen, ohne eine Unterbrechung zu erfahren, auf Schloss Donaumünster weitergeführt werden konnte, wo es sich seitdem befindet.
Nach dem Tod der Isa von Bernus waren zunächst langwierige erbrechtliche Angelegenheiten zu regeln, während gleichzeitig das Anwesen vor endgültigem Verfall zu bewahren war und die verbliebenen Reste der Bibliothek Objekt einer Notrettung wegen des undichten Daches wurden. Heute befindet sich sein Dokumentennachlass und der Teil seiner umfangreichen Bibliothek, der die Alchemie betrifft, in der Badischen Landesbibliothek in Karlsruhe.
Im April 2016 hat der Künstler David Sohl das Schloss Donaumünster erworben.

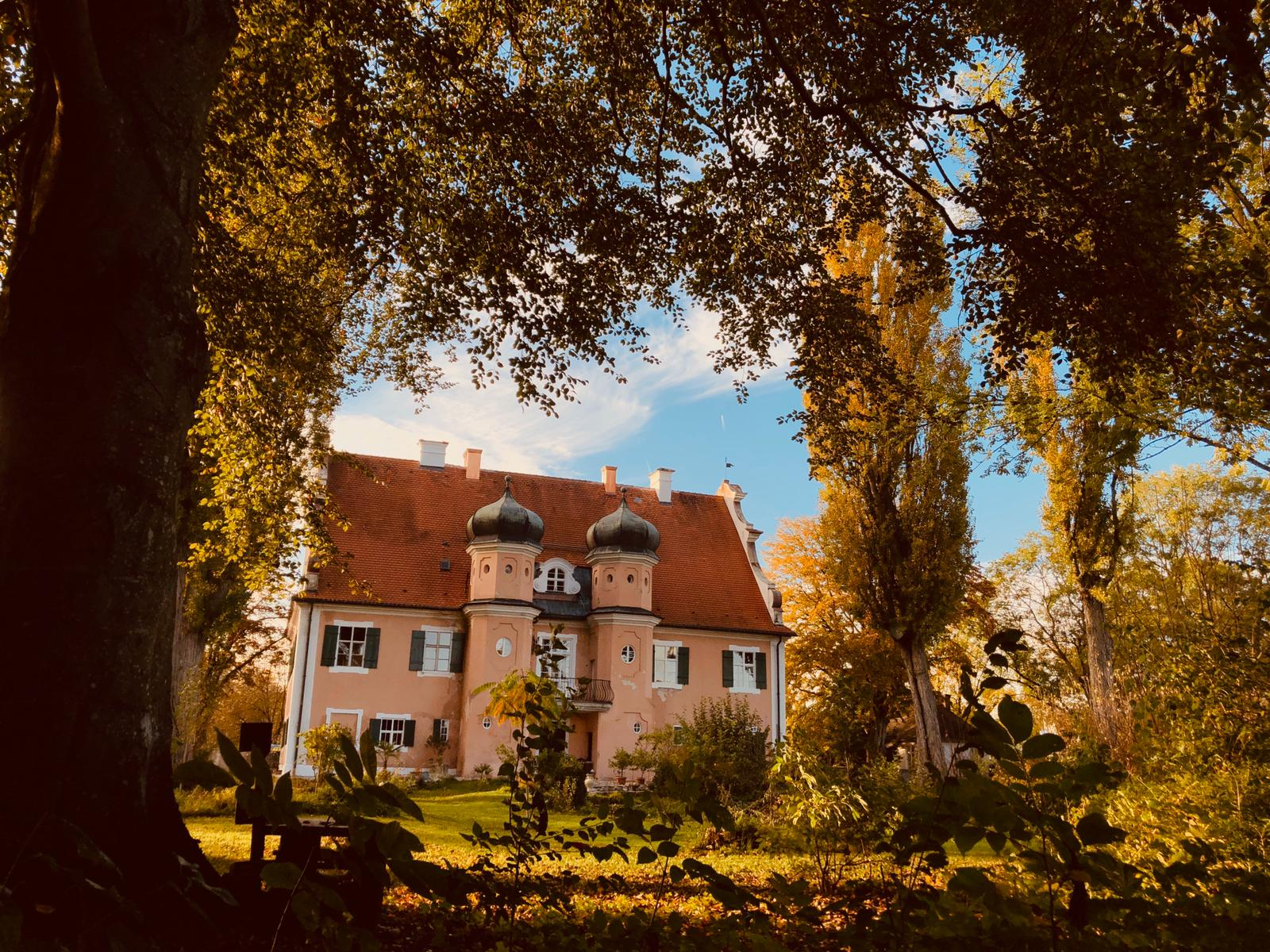
Schloss Donaumünster im Herbst 2019
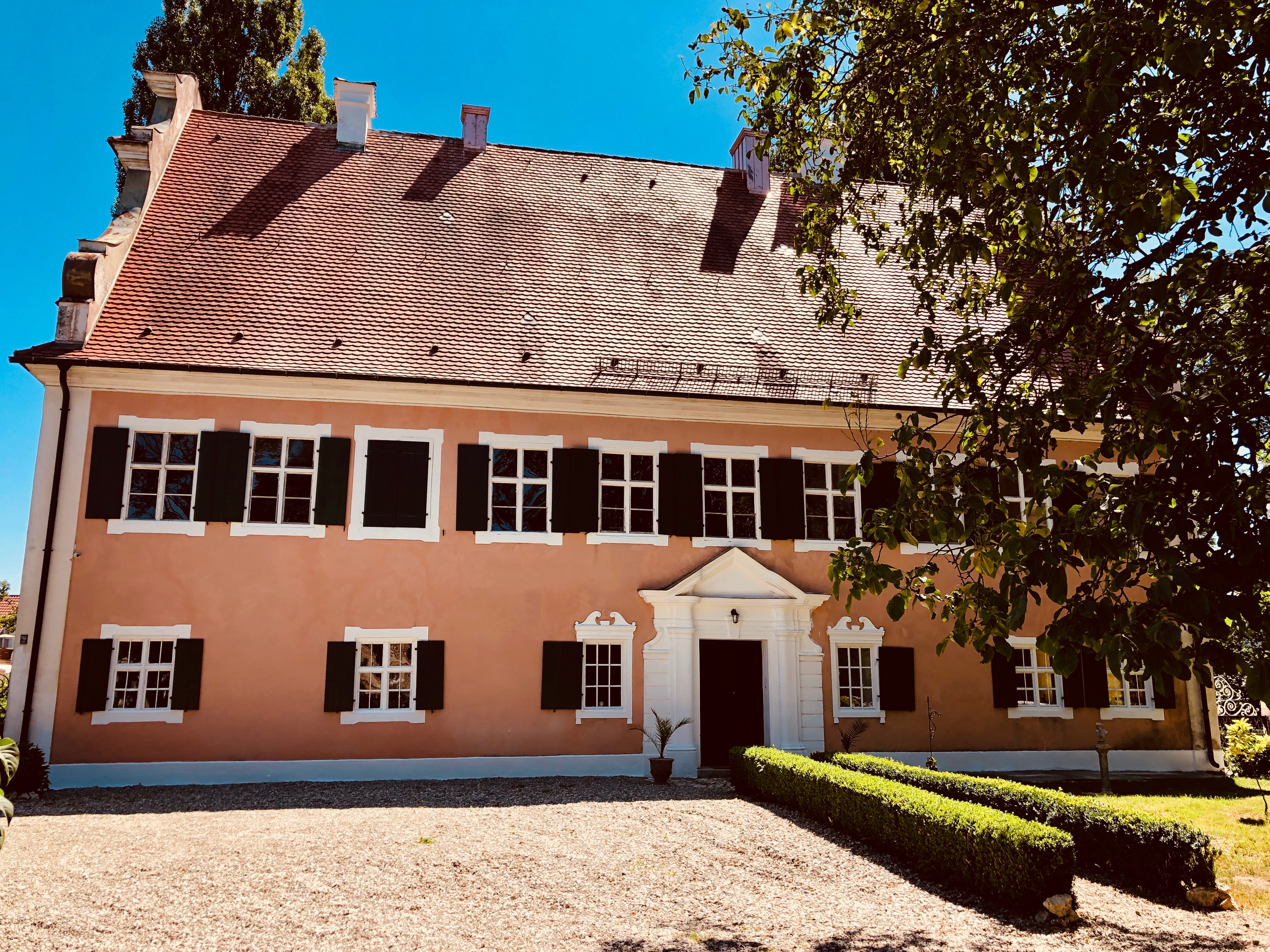
Renovierter Eingangsbereich zum Schloss von 2019
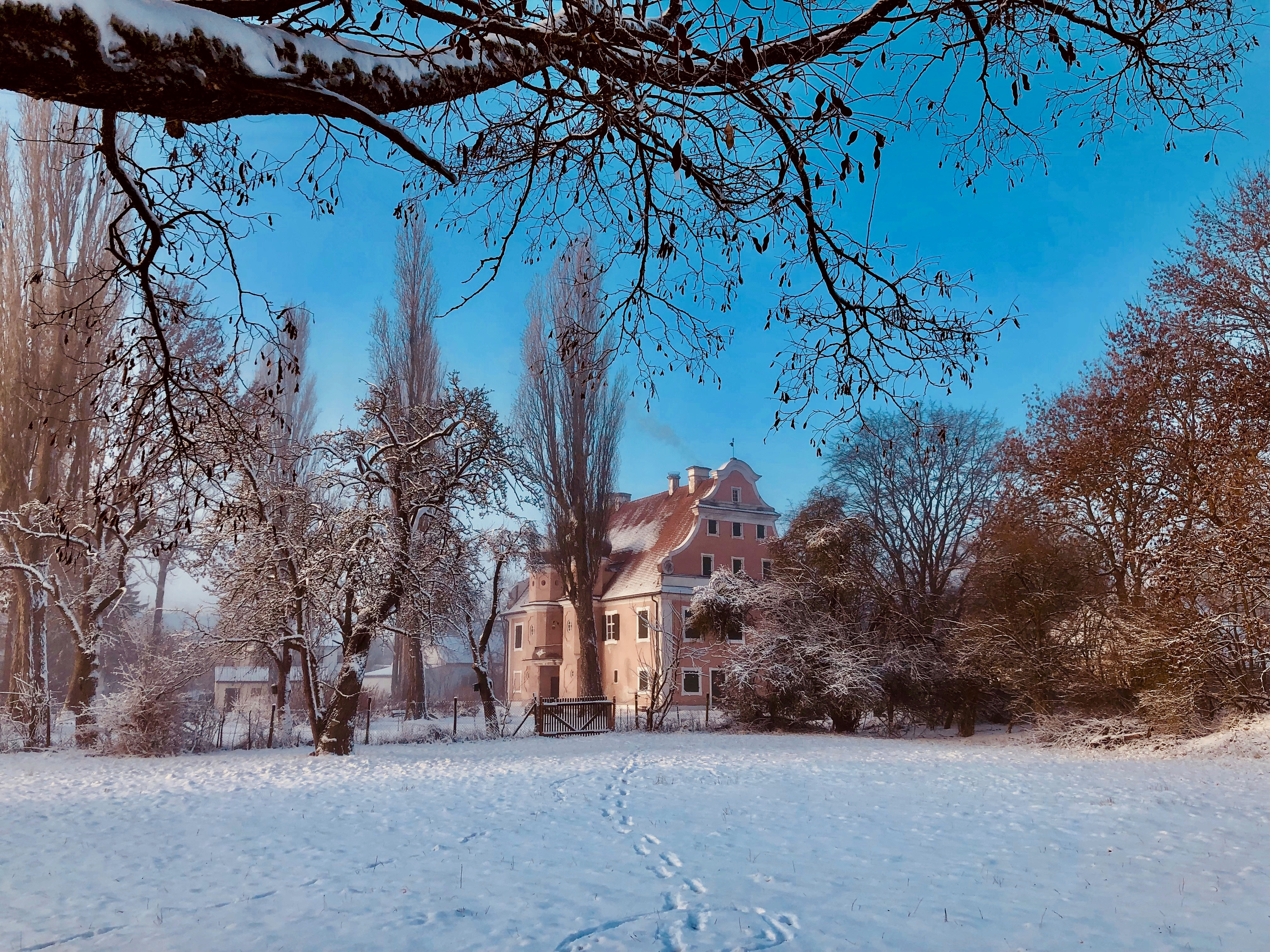
Schloss Donaumünster im Winter 2020
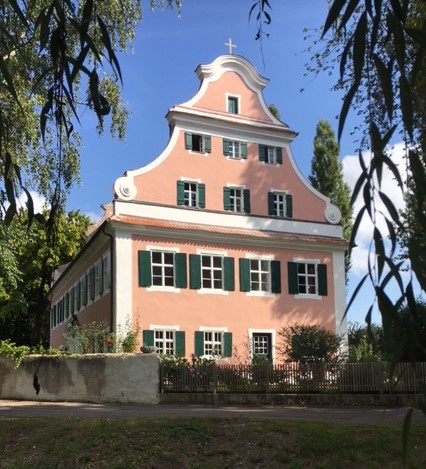
Schloss im Spätsommer 2021